# ICC Champions Trophy 2006
De ICC Champions Trophy werd in 2006 voor de vijfde keer gehouden. Gespeeld werd van 7 oktober tot 5 november in India. Australië won het toernooi. De organisatie door India werd pas kort voor aanvang van het toernooi bevestigd nadat overeenkomst was bereikt met de Indiase overheid dat geen belasting betaald hoefde te worden over de toernooiinkomsten. Vier jaar daarvoor werd hierover geen overeenstemming bereikt en werd India als organisator geschrapt.

## Opzet
De tien beste van de elf testlanden mochten meedoen, gebaseerd op de wereldranglijst van april 2006. Dit ging ten koste van het Keniaanse elftal.
De beste zes landen van die ranglijst werden direct geplaatst in de tweede ronde. De resterende vier landen streden in een groep om de twee resterende tickets. In de tweede ronde waren de teams in twee groepen ingedeeld en de nummers een en twee plaatsten zich voor de halve finale.

## Wedstrijden

### Eerste ronde
| Team       | Gesp. | W | V | GR | NRR   | Ptn |
| ---------- | ----- | - | - | -- | ----- | --- |
| Sri Lanka  | 3     | 3 | 0 | 0  | +2.67 | 6   |
| West-Indië | 3     | 2 | 1 | 0  | +0.40 | 4   |
| Bangladesh | 3     | 1 | 2 | 0  | +0.02 | 2   |
| Zimbabwe   | 3     | 0 | 3 | 0  | −2.93 | 0   |

| 7 oktober 2006 Verslag | Sri Lanka | v | Bangladesh | Sri Lanka wint met 37 runs Mohali |
| 7 oktober 2006 Verslag |           |   |            | Sri Lanka wint met 37 runs Mohali |
|                        |           |   |            |                                   |

| 8 oktober 2006 Verslag | West-Indië | v | Zimbabwe | West-Indië wint met 9 wickets Ahmedabad |
| 8 oktober 2006 Verslag |            |   |          | West-Indië wint met 9 wickets Ahmedabad |
|                        |            |   |          |                                         |

| 10 oktober 2006 Verslag | Sri Lanka | v | Zimbabwe | Sri Lanka wint met 144 runs Ahmedabad |
| 10 oktober 2006 Verslag |           |   |          | Sri Lanka wint met 144 runs Ahmedabad |
|                         |           |   |          |                                       |

| 11 oktober 2006 Verslag | West-Indië | v | Bangladesh | West-Indië wint met 10 wickets Jaipur |
| 11 oktober 2006 Verslag |            |   |            | West-Indië wint met 10 wickets Jaipur |
|                         |            |   |            |                                       |

| 13 oktober 2006 Verslag | Bangladesh | v | Zimbabwe | Bangladesh wint met 101 runs Jaipur |
| 13 oktober 2006 Verslag |            |   |          | Bangladesh wint met 101 runs Jaipur |
|                         |            |   |          |                                     |

| 14 oktober 2006 Verslag | Sri Lanka | v | West-Indië | Sri Lanka wint met 9 wickets Mumbai (BS) |
| 14 oktober 2006 Verslag |           |   |            | Sri Lanka wint met 9 wickets Mumbai (BS) |
|                         |           |   |            |                                          |

### Tweede ronde
Groep A
| Team       | Gesp. | W | V | GR | NRR   | Ptn |
| ---------- | ----- | - | - | -- | ----- | --- |
| Australië  | 3     | 2 | 1 | 0  | +0.53 | 4   |
| West-Indië | 3     | 2 | 1 | 0  | +0.01 | 4   |
| India      | 3     | 1 | 2 | 0  | +0.48 | 2   |
| Engeland   | 3     | 1 | 2 | 0  | −1.04 | 2   |

| 15 oktober 2006 Verslag | India | v | Engeland | India wint met 4 Wickets Jaipur |
| 15 oktober 2006 Verslag |       |   |          | India wint met 4 Wickets Jaipur |
|                         |       |   |          |                                 |

| 18 oktober 2006 Verslag | Australië | v | West-Indië | West-Indië wint met 10 runs Mumbai (BS) |
| 18 oktober 2006 Verslag |           |   |            | West-Indië wint met 10 runs Mumbai (BS) |
|                         |           |   |            |                                         |

| 21 oktober 2006 Verslag | Australië | v | Engeland | Australië wint met 6 wickets Jaipur |
| 21 oktober 2006 Verslag |           |   |          | Australië wint met 6 wickets Jaipur |
|                         |           |   |          |                                     |

| 26 oktober 2006 Verslag | India | v | West-Indië | West-Indië wint met 3 wickets Ahmedabad |
| 26 oktober 2006 Verslag |       |   |            | West-Indië wint met 3 wickets Ahmedabad |
|                         |       |   |            |                                         |

| 28 oktober 2006 Verslag | Engeland | v | West-Indië | Engeland wint met 3 wickets Ahmedabad |
| 28 oktober 2006 Verslag |          |   |            | Engeland wint met 3 wickets Ahmedabad |
|                         |          |   |            |                                       |

| 29 oktober 2006 Verslag | India | v | Australië | Australië wint met 6 wickets Mohali |
| 29 oktober 2006 Verslag |       |   |           | Australië wint met 6 wickets Mohali |
|                         |       |   |           |                                     |

Groep B
| Team          | Gesp. | W | V | GR | NRR   | Ptn |
| ------------- | ----- | - | - | -- | ----- | --- |
| Zuid-Afrika   | 3     | 2 | 1 | 0  | +0.77 | 4   |
| Nieuw-Zeeland | 3     | 2 | 1 | 0  | +0.57 | 4   |
| Sri Lanka     | 3     | 1 | 2 | 0  | −0.20 | 2   |
| Pakistan      | 3     | 1 | 2 | 0  | −1.11 | 2   |

| 16 oktober 2006 Verslag | Nieuw-Zeeland | v | Zuid-Afrika | Nieuw-Zeeland wint met 87 runs Mumbai (BS) |
| 16 oktober 2006 Verslag |               |   |             | Nieuw-Zeeland wint met 87 runs Mumbai (BS) |
|                         |               |   |             |                                            |

| 17 oktober 2006 Verslag | Pakistan | v | Sri Lanka | Pakistan wint met 4 wickets Jaipur |
| 17 oktober 2006 Verslag |          |   |           | Pakistan wint met 4 wickets Jaipur |
|                         |          |   |           |                                    |

| 20 oktober 2006 Verslag | Nieuw-Zeeland | v | Sri Lanka | Sri Lanka wint met 7 wickets Mumbai (BS) |
| 20 oktober 2006 Verslag |               |   |           | Sri Lanka wint met 7 wickets Mumbai (BS) |
|                         |               |   |           |                                          |

| 24 oktober 2006 Verslag | Zuid-Afrika | v | Sri Lanka | Zuid-Afrika wint met 78 runs Ahmedabad |
| 24 oktober 2006 Verslag |             |   |           | Zuid-Afrika wint met 78 runs Ahmedabad |
|                         |             |   |           |                                        |

| 25 oktober 2006 Verslag | Nieuw-Zeeland | v | Pakistan | Nieuw-Zeeland wint met 51 runs Mohali |
| 25 oktober 2006 Verslag |               |   |          | Nieuw-Zeeland wint met 51 runs Mohali |
|                         |               |   |          |                                       |

| 27 oktober 2006 Verslag | Pakistan | v | Zuid-Afrika | Zuid-Afrika wint met 124 runs Mohali |
| 27 oktober 2006 Verslag |          |   |             | Zuid-Afrika wint met 124 runs Mohali |
|                         |          |   |             |                                      |

### Halve finale
| 1 november 2006 Verslag | Australië | v | Nieuw-Zeeland | Australië by 34 runs Mohali |
| 1 november 2006 Verslag |           |   |               | Australië by 34 runs Mohali |
|                         |           |   |               |                             |

| 2 november 2006 Verslag | Zuid-Afrika | v | West-Indië | West-Indië by 6 wickets Jaipur |
| 2 november 2006 Verslag |             |   |            | West-Indië by 6 wickets Jaipur |
|                         |             |   |            |                                |

### Finale
| 5 november 2006 Verslag | Australië | v | West-Indië | Australië by 8 wickets (D/L) Mumbai (BS) |
| 5 november 2006 Verslag |           |   |            | Australië by 8 wickets (D/L) Mumbai (BS) |
|                         |           |   |            |                                          |